# Simeis 147
Simeis 147 (również Sharpless 2-240) – pozostałość po supernowej znajdująca się w konstelacji Byka. Została skatalogowana przez Stewarta Sharplessa w drugim wydaniu jego katalogu pod numerem 240. Na ziemskim niebie zajmuje obszar o średnicy około 3 stopni.
Wiek Simeis 147 oceniano na 100 000 lat, jednak nowsze badania określiły jej wiek na około 30 000 lat. Pozostałość rozciąga się na 100 lat świetlnych, rozszerzając się z prędkością 1000 km/s. W centrum Simeis 147 znajduje się pulsar obracający się około 7 razy na sekundę.